# Beverly Penberthy
Beverly Penberthy (nacida el 9 de mayo de 1932 en Detroit, Míchigan) es una actriz estadounidense, conocida por su papel como Pat Matthews Randolph en la telenovela Another World, que interpretó desde 1967 hasta 1982. Volvió para un par de apariciones en mayo de 1989, coincidiendo con la celebración del vigésimo quinto aniversario del programa. Penberthy también interpretó el personaje de Adelaide Fitzgibbons en As the World Turns en 1989.
También interpretó un papel menor en la película Judas Kiss.[cita requerida]